# Ennepetal
Ennepetal ['ɛnɛpəˌtaːl] – miasto w Niemczech, w kraju związkowym Nadrenia Północna-Westfalia, w rejencji Arnsberg, w powiecie Ennepe-Ruhr. W 2010 roku liczyło 30 486 mieszkańców.

## Współpraca
Miejscowość partnerska:
- Vilvoorde, Belgia